# Abdelkrim Merry Krimau
Krimau, właśc. Abdelkrim Merry (ur. 13 stycznia 1955 w Casablance) – marokański piłkarz grający na pozycji napastnika.

## Kariera klubowa
Krimau karierę piłkarską rozpoczął w klubie Espérance Casablanca. W 1974 wyjechał do francuskiej Bastii. Pierwsze trzy sezony Krimaua w drużynie z Korsyki to sporadyczne występy w lidze. Przełomowym sezonem w karierze Krimaua był sezon 1977–1978 kiedy to Bastia awansowała do finału Pucharu UEFA, w którym uległa PSV Eindhoven. Krimau wystąpił w obu meczach finałowych, a w całej edycji Pucharu UEFA zdobył dla Bastii cztery bramki.
W 1980 roku zdecydiwał się przenieść do Lille OSC, jednak dopiero 17. miejsce w lidze spoowdowały kolejny transfer do drugoligowej Toulouse FC. Z klubem z Tuluzy Krimau awansował do Ligue 1, jednak nie zagrał w niej w barwach Toulouse, gdyż przeszedł do FC Metz, gdzie trenerem był Henryk Kasperczak. Sezon 1982/1983 był najlepszy w karierze Krimau, gdyż zdobył w nim 23 bramki, co pozwoliło mu zająć trzecie miejsce w klasyfikacji strzelców za Vahidem Halihodziciem i Andrzejem Szarmachem.
W sezonie 1983/1984 występował w RC Strasbourg, z którym zajął 8. miejsce w lidze. W sezonie 1984/1985 występował w beniaminku Tours FC, z którym spadł z ligi. W sezonie 1985/1986 występował w Le Havre AC, w którym strzelił 17 bramek w lidze, co dało mu piąte miejsce w klasyfikacji strzelców. W sezonie 1986/1987 występował w beniaminku AS Saint-Étienne. Ostatnie dwa lata kariery spędził w paryskim 
Racingu, gdzie zakończył karierę w 1989 roku.

## Kariera reprezentacyjna
W reprezentacji Maroka Krimau grał w latach 1977–1988.
W 1977 uczestniczył w przegranych eliminacjach do Mistrzostw Świata 1978.
W 1981 uczestniczył w przegranych eliminacjach do Mistrzostw Świata 1982.
W 1986 roku uczestniczył w Mistrzostwach Świata 1986.
Na Mundialu w Meksyku Krimau był podstawowym zawodnikiem i wystąpił we wszystkich czterech meczach Maroka z reprezentacją Polski, reprezentacją Anglii, reprezentacją Portugalii (zdobył bramkę) oraz reprezentacją RFN.